# 徳川恒孝
- 徳川恒孝
- 德川恒孝
- 德川恆孝

徳川 恒孝（とくがわ つねなり、旧字体：德川 恆孝、1940年〈昭和15年〉2月26日 - ）は、日本の実業家。徳川宗家第18代当主。
学習院大学政経学部政治学科卒業（学位：政治学士）。元日本郵船副社長。公益財団法人德川記念財団初代理事長（現在は名誉理事長）。WWFジャパン名誉会長。公益財団法人斯文会名誉会長。公益社団法人東京慈恵会元会長。一般社団法人横浜港振興協会元会長。早稲田大学エクステンションセンター八丁堀校特別講演講師。公益財団法人日本美術刀剣保存協会名誉顧問。一般財団法人軽井沢会理事（2010年時点）。

## 年譜
- 1940年（昭和15年） - 会津松平家・松平一郎の次男として生まれる。徳川宗家に養子に入るまでの姓名は松平 恒孝。
- 1954年（昭和29年） - 第17代当主・徳川家正（外祖父）の養子となり、徳川 恒孝に改名[3]。
- 1963年（昭和38年） - 家正の死去により家督を継ぎ、第18代当主となる。
- 1964年（昭和39年） - 日本郵船株式会社に入社。
- 2001年（平成13年） - 日本郵船の取締役欧州大洋州事業部長から副社長に就任。
  - 12月 - 皇太子徳仁親王（現天皇）の長女・敬宮愛子内親王の誕生に関わる儀式において、武家末裔の代表として、後述の前田利祐とともに鳴弦役を務める。
- 2002年（平成14年）4月 - 日本郵船を退社、同社顧問に就任。
- 2003年（平成15年）
  - 4月1日 - 財団法人「德川記念財団」を設立して理事長に就任。
  - 8月22日 - 天皇明仁・皇后美智子（当時）が東京都江戸東京博物館の「徳川将軍家展」を鑑賞。恒孝・幸子夫妻が説明役を務める。
  - 初代家康が江戸幕府を開いて400周年に当たるため、国内各地でさまざまな行事が開催され、宗家当主・記念財団理事長としてそれらに携わった。
- 2006年（平成18年）4月1日 - 社団法人東京慈恵会会長に就任（～2022年頃まで）。
- 2012年（平成24年）4月1日 - 静岡商工会議所最高顧問に就任[4]。
- 2017年（平成29年）10月10日 - 公益財団法人日本美術刀剣保存協会の名誉顧問に就任。
- 2023年（令和5年）1月1日 - 宗家当主の座を長男・家広に譲る。

## 系譜
- 曽祖父：徳川家達 - 徳川宗家第16代当主、静岡藩初代藩主、貴族院議長、ワシントン軍縮会議全権大使、第6代日本赤十字社社長。
- 曽祖父：島津忠義 - 島津久光の長男、薩摩藩第12代（最後の）藩主、島津氏第29代当主。
- 曽祖父：松平容保 - 陸奥国会津藩第9代藩主、京都守護職。
- 曽祖父：鍋島直大 - 肥前国佐賀藩第11代（最後の）藩主、駐イタリア王国特命全権公使、皇典講究所第4代所長。
- 祖父：松平恆雄 - 松平容保の六男、外務次官、駐英大使、駐米大使、宮内大臣、初代参議院議長。
- 祖母：松平信子 - 鍋島直大の四女、常磐会会長。
- 養父・外祖父：徳川家正 - 徳川宗家第17代当主、貴族院議長、外交官。嫡男の家英早世後に養子縁組を結び養父となる。
- 養母・外祖母：徳川正子 - 島津忠義の十女、菊麿王妃常子と邦彦王妃俔子の妹、香淳皇后の叔母。
- 父：松平一郎 - 御家門の会津松平家分家当主、東京銀行（現・三菱UFJ銀行）元会長。
- 母：松平豊子 - 徳川家正の長女。
- 兄：松平恒忠 - 日本英語交流連盟会長、日本フィンランド文化友好協会会長。
- 弟：松平恒和 - 早稲田大学国際情報通信研究センター客員教授。
- 妻：徳川幸子 - 旧姓：寺島。元客室乗務員。伯爵寺島宗則の曽孫。寺島宗従の長女、侯爵細川護立の外孫、細川護熙元首相、近衞忠煇の従姉妹。
- 長男：徳川家広 - 翻訳家、作家、德川記念財団理事長、ベトナム人女性と結婚。徳川宗家第19代当主。
- 次女：徳川典子 - 徳川記念財団学芸員[5]。
- 大伯母：梨本宮伊都子妃 - 松平信子の姉
- 伯父：徳川家英 - 家正の早世した嫡男、義兄に当たる。
- 叔母：秩父宮妃勢津子 - 一郎の妹。
- 従弟：上杉邦憲 - 宇宙工学者、米沢上杉家第17代当主、母方の叔母の子。
- はとこ：
  - 黒田長久 - 黒田家第15代当主、鳥類学者。日本鳥学会会長、山階鳥類研究所所長、日本野鳥の会会長、黒田奨学会総裁。以下その人物の祖父母が兄弟で、共に島津忠義の曽孫でその子供達の孫である。
  - 松平直壽 - 松江松平家当主、同上。
  - 筑波常治 - 筑波家当主、元早稲田大学教授、同上。
  - 筑波常遍 - 真言宗山階派大本山勧修寺第45代長吏、常治の弟、同上。
  - 德川宗英 - 田安徳川家第11代当主、作家、同上。
  - 徳川宗賢 - 言語学者、国語学者。大阪大学教授、学習院大学教授、国語学会代表理事、第21期国語審議会委員。宗英の弟、故人。同上
  - 久松定成 - 久松家先代当主、元愛媛大学教授、靖国神社崇敬奉賛会元会長、「ヒサマツサイカブトムシ」の発見者。故人。同上。
  - 明仁 - 第125代天皇、同上。
  - 常陸宮正仁親王 - 常陸宮家当主、財団法人日本鳥類保護連盟総裁、同上。
  - 久邇邦昭 - 久邇家当主、神社本庁統理、同上。
  - 島津修久 - 島津家第32代当主、島津興業会長、鶴嶺神社宮司、照国神社宮司、平松神社宮司、鹿児島経済同友会代表幹事。同上。
  - 島津禎久 - 旧佐土原藩島津家出身、カメラマン。山階鳥類研究所理事長・島津久永の長男、同上。
  - 徳川宜子 - 紀州徳川家第19代当主、建築家、同上。
  - 徳川慶朝 - 徳川慶喜家当主、カメラマン、共に松平容保の曽孫、故人。
- 義従兄：徳川義宣 - 尾張徳川家第21代当主、美術史家。義宣の妻・三千子が恒孝と従姉、同上。

ちなみに、恒孝の母方の祖父で系譜上の養父に当たる家正は最後の貴族院議長であり、父方の祖父に当たる松平恆雄は貴族院に代わって成立した参議院の初代議長である。また、血統上は家康の十一男・徳川頼房の男系子孫である。

## 逸話
- 祖父・家正から養子に望まれたとき、恒孝は父・一郎に「なぜボクだけがよそへ行かなければいけないのですか」と聞いた。すると、一郎は「お前は大飯を食うからだ」と答えた。当時は戦中から戦後にかけての窮乏期だったため、恒孝を家正が説得した最後の決め手は「おいしいものを沢山食べさせてあげる」だったという[6]。しかし、本人の講演会での談によれば、実際には養父である家正らは非常に粗食家であったため思ったようにご飯を食べさせてもらえなかった。幼少の恒孝は空腹に耐えかね、実家の松平家にご飯を食べに帰り、その際に状況を察していた母・豊子は恒孝の分も食事を用意していたそうである。
- 徳川宗家の当主として先祖の祭祀に多大な時間を割いている。歴代当主の命日には墓所のある上野寛永寺や芝増上寺に参る他、家康の命日の4月17日には久能山東照宮、月遅れの5月17日に日光東照宮でそれぞれ祭事があり、それぞれ束帯姿で参列する。歴代将軍の側室など徳川宗家ゆかりの人々の墓は年末年始や盆にまとめて参っているが、合計すると月平均2-3日を先祖の供養に費やさねばならないため、会社勤め時代はその都度有給休暇を使い、個人的な休みを返上するなどの努力により時間をやりくりしていた[7]。
- 越前松平家当主の松平宗紀とは学習院の同級生である。恒孝は会津松平家から徳川宗家へ、宗紀は田安徳川家から松平家へ養子に入ったため苗字が入れ違いになっており、「松平が松平に、徳川が徳川に行ったらいいじゃないか」と同級生たちにからかわれたという[8]。
- 日本郵船に勤務していた際、加賀前田家18代当主の前田利祐（のち宮内庁委嘱掌典）と、一時期本社の同じ部署で勤務していたことがあり、恒孝は「随分昔ですが、人を怒鳴ることで有名な副部長がいまして、『前田！徳川！ちょっと来い！』などと呼びつけたのは太閤様以来おれだけだ、といっていたとのことです」とこの時のことを回想している[9]。
- 長男の家広がベトナム人と結婚したときに猛反対した。一時期は家広の廃嫡も噂されたが、「（長男に）早く後を継いでもらいたい」と発言している[10]。2022年10月25日、恒孝は高齢であることなどを理由に年内で当主を退くことを決め、2023年1月1日付で家広が19代当主として正式に家督を継ぐことが各メディアで報じられた[11][注 1]。

## 著書

### 単著
- 『江戸の遺伝子 いまこそ見直されるべき日本人の知恵』　PHP研究所、2007年 ／PHP文庫、2009年
  - （英訳）The Edo Inheritance　徳川家広英訳、I-House Press、2009年
- 『日本人の遺伝子』　PHP研究所、2012年

### 共著
- 『江戸の智恵 「三方良し」で日本は復活する』　養老孟司 共著、PHP研究所、2010年